# سان لن لاورنتايدس (كيبك)
سان لن لاورنتايدس، كيبك (بالإنجليزية: Saint-Lin-Laurentides)‏ هي مدينة كندية تقع في مقاطعة كيبك. تبلغ مساحة هذه المدينة 118.5168 (كم²)، ويبلغ عدد سكانها 14159 نسمة حسب إحصاء سنة 2006 م، بينما كان يسكنها 12379 نسمة في سنة 2001 م. تحتل هذه المدينة المرتبة رقم 268 بين مدن كندا حسب عدد السكان والمرتبة رقم 71 في المقاطعة. النمو سكاني في هذه المدينة يقدر بـ(14.4).

## أعلام
- بن ويدر
- جوزيف غوثير

## وصلات خارجية
- الأطلس الحكومي لكندا
- إحصاءات كندا مع ساعة تعداد السكان